# Samuel Eugenio
Samuel Eugenio Cabrera (San Luis de Cañete, 12 de agosto de 1958-Lima, 13 de mayo de 2019) fue un jugador y entrenador de fútbol peruano. Jugaba en la posición de defensa. Fue entrenador de divisiones menores de Universitario de Deportes.

## Biografía
Nació en San Luis de Cañete el 12 de agosto de 1956, hijo de Samuel Eugenio Mazonce y Niela Cabrera Urriola. Fue ingeniero de vuelo de la Fuerza Aérea del Perú.
Jugó en Universitario de Deportes por diez años, entre 1980 y 1989, y consiguió tres títulos en los años 1982, 1985 y 1987. La campaña del título de 1985 es recordada por una gravísima lesión provocada por Eugenio al jugador Enrique Bone, del Sporting Cristal, en un partido jugado el 5 de enero de 1986.
Luego jugaría en Sport Boys en 1991. 
Su carrera la inició en el club Alayza, donde jugó en 1976 y 1977, posteriormente defendió al Alas Doradas en 1978.
En 2012, se desempeñó como director técnico del Universitario de Deportes en la Copa Libertadores Sub-20.
Luego de ser operado de emergencia por una peritonitis, falleció el lunes 13 de mayo de 2019.

## Selección peruana
Participó en el Preolímpico de 1980; también en la Selección absoluta de 1980, 1981 y 1985.

## Palmarés
- 2011: Mejor técnico de la Copa Federación[3]